# Atelerix algirus
Il riccio algerino (Atelerix algirus (Lereboullet, 1842)) è un mammifero appartenente alla famiglia Erinaceidae, diffuso nel bacino del Mediterraneo.

## Descrizione
Il riccio algerino, come la maggior parte dei ricci africani, ha il muso appuntito e rivolto verso l'alto, cinque dita nelle zampe anteriori e quattro in quelle posteriori, tutte dotate di cuscinetti plantari. La femmina del riccio algerino ha dalle due alle cinque paia di mammelle.

## Distribuzione e habitat
Atelerix algirus è originario dei paesi costieri del bacino del Mediterraneo meridionale, dal Marocco alla Libia, ed è stato in tempi storici introdotto dall'uomo nelle aree costiere della Spagna ed in varie isole tra cui le isole Canarie, le isole Baleari, Malta e Gerba.
Si adatta ad habitat semidesertici ma è presente anche in ambienti di macchia xerofila, in pascoli, campi coltivati ed ambienti rurali antropizzati, dal livello del mare sino a 400 m di altitudine.